# Abou Firas al-Souri
Radwane Mahmoud Nammous (en arabe : رضوان محمود ناموس), né en 1950 à Madaya et mort le 3 avril 2016 à Kafar Jales, connu sous son nom de guerre Abou Firas al-Souri (en arabe : أبو فراس السوري), est un djihadiste syrien, membre d'Al-Qaïda. Au moment de son décès en 2016, il était le porte-parole du Front al-Nosra.

## Biographie
Radwane Mahmoud Nammous est lieutenant dans l'armée syrienne pendant les années 1970, mais il déserte en 1976 alors qu'éclate l'insurrection des Frères musulmans en Syrie. Il rejoint alors l'Avant-Garde combattante, la branche militaire des Frères musulmans. 
Il quitte la Syrie en décembre 1980 et se réfugie en Jordanie, d'où il gagne l'Afghanistan en 1981. Il prend part à la guerre d'Afghanistan en combattant les Soviétiques. Il rencontre Oussama ben Laden en 1983 et se joint à al-Qaïda à la fin des années 1980,.
Abou Firas al-Souri quitte l'Afghanistan en 2001, au moment de l'intervention américaine, il gagne le Pakistan, puis le Yémen en 2004. 
Il retourne en Syrie fin 2012. Il apparaît pour la première fois dans une vidéo en mars 2014, lorsqu'il dénonce l'assassinat d'Abou Khaled al-Souri, membre d'Ahrar al-Cham, tué par l'État islamique en Irak et au Levant. 
Porte-parole du Front al-Nosra pendant la guerre civile syrienne, Abou Firas al-Souri est tué le 3 avril 2016, en même temps que son fils et 20 autres combattants du Front al-Nosra, de Jound al-Aqsa ainsi que des jihadistes ouzbeks, lors d'une frappe aérienne américaine à Kafr Jales, dans le gouvernorat d'Idleb en Syrie,,,,.